# 出口番号
出口番号（でぐちばんごう）とは、主として地下駅や地下街において、出口別に付与されている固有の番号・記号である。

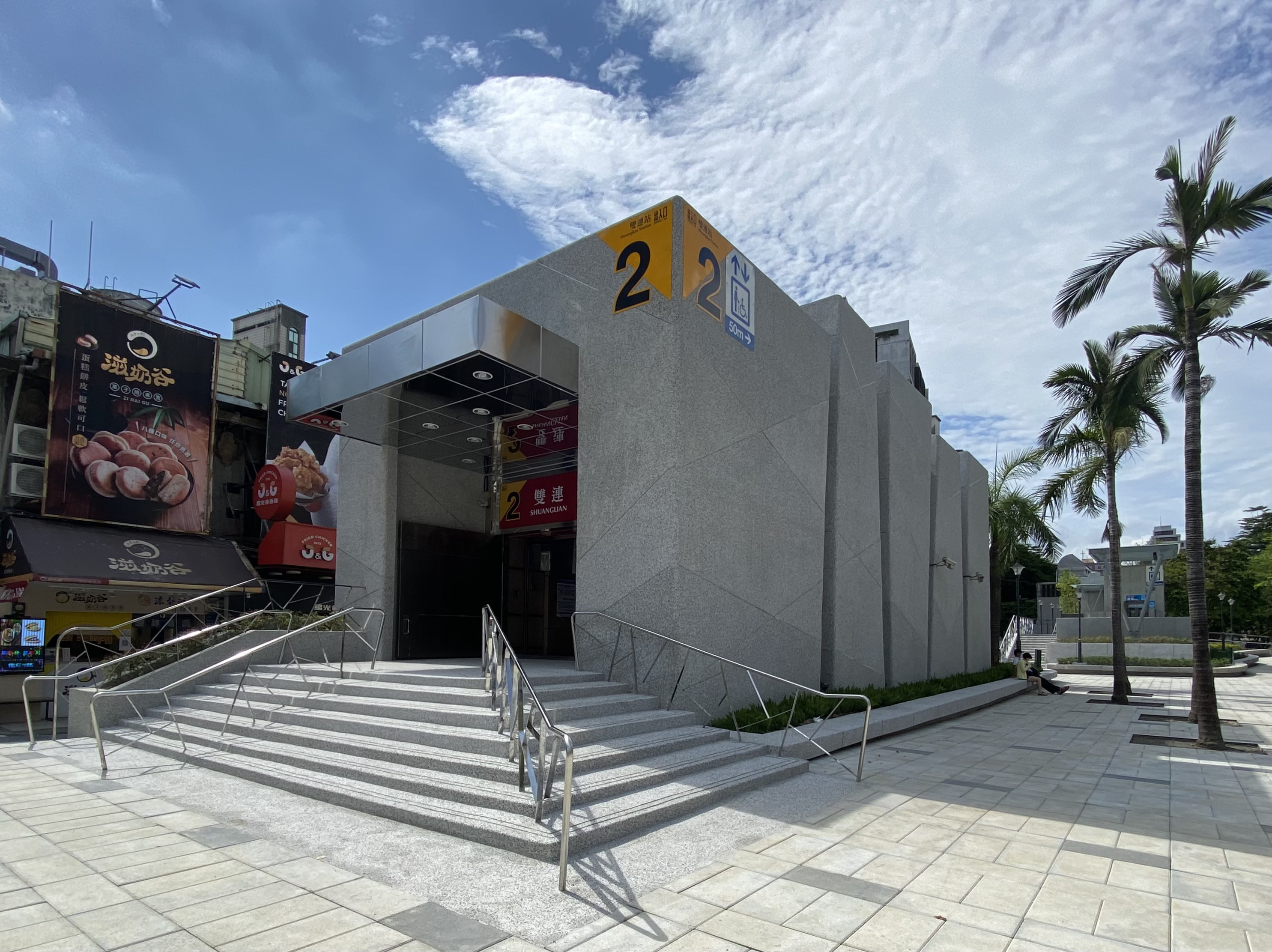
出入口番号「2」を大書している台北MRT双連駅一番出口

出口は入口でもあることが多いため、「出入口番号」「出入り口番号」とも称される。

## 日本の鉄道事業者の出口番号
出口が複数ある場合には、「東口」「西口」などの方位、「八重洲口」「丸の内口」など出口を出た先の地名などを用いて出口を特定する例が見られるが、さらに出口の数が多い場合や、地下駅や地下街の場合のように出口の位置関係を把握しにくい場合などには、出口番号を用いることで端的に特定の出口を指定することができる。
日本では帝都高速度交通営団が1973年（昭和48年）6月に地下鉄千代田線大手町駅で実地試行したのを皮切りに、他の都市の地下鉄や、地下区間を比較的多く持つ新規開業鉄道においても設定されており、ラインカラー制や駅ナンバリングなどと共に、利用客が混乱することなく鉄道を利用できるサインシステムの一つとして機能している。

### 基本的な慣例
- 改札等ではなく、一般に出口そのものに対して番号が振られることから、同一方面に出口が複数あれば、出口の数だけ出口番号が設定される。
- 一般に、近接する出口は、隣り合っている出口と連番になるが、新しい出口が新設されると数字が飛ぶこともある。[注 2]
- 新規路線の開業で出口が増えた場合の対応方法は、例えば従来の出口番号が1 - 4の場合、「新しい出口は5から始まる」か、「新しい出口は離れた数字や記号（当稿では便宜上「路線別記号」と称する）を冠して11,12…またはA1,A2…」のいずれかが多い。どの方法を採用するかは鉄道事業者毎に完全統一されている訳ではなく、駅によってバラバラなケースも存在する。
  - 地方都市の地下鉄では路線数が1本か2本（湾に並行して弓状の路線が一本だけ、東西と南北二方向で十字型の路線を形成、など）のため、路線別記号を設定しない、または出口番号自体を設定しない事業者も多い。
  - 路線別記号を設定する順序について、導入時に複数路線が乗り入れていた時は、鉄道事業者が定める路線順序となる（殆どが新規開業順か、路線（計画）番号の1号線、2号線…の順）。導入後に新しい路線が乗り入れた時は、新しい路線がその駅で一番大きな路線別記号を設定する。
- 異なる駅名でも地下通路が通じており、乗換駅として認められている場合、両駅で重複しない出口番号を設定する。
- 既に出口番号が決まっている後、地下から地上にかけて新しい建物や店がオープンしたことにより、さらに出口が又分かれした場合は、出口番号の末尾に符号を設定し、区別する場合がある。当稿ではこれを便宜上「末尾符号」と称する。
- 鉄道事業者との出口とは別に、地下商店街や自治体により出口番号を設定している場合がある。これが地下鉄の駅と地下通路で繋がっている場合、出口番号に同じまたは類似した番号（例えば地下鉄がA1番で自治体が1番など）が混在し、かえって混乱することもある。
- エレベーターを設置する際、通常の階段やエスカレーターに対し、地上出口の位置が大きく離れることがある。この場合エレベータ用出口には出口番号を設定しないことが多い。
- 他の鉄道事業者と直通運転しており、境界駅が相手の鉄道事業者の管轄である場合、出口番号は設定していないことが多い（直通運転の殆どはこのケースである）。

### 地下鉄事業者毎の出口番号設定

#### 札幌市営地下鉄
札幌市交通局（札幌市営地下鉄）では数字のみ設定している。地下鉄路線同士の接続駅はさっぽろ駅と大通駅のみで、大通駅では南北線と東西線の開業後、東豊線開業時に新設された出口は番号を少し離し、30番台から設定している。

#### 仙台市地下鉄
仙台市交通局（仙台市地下鉄）では方角により東西南北の後、数字で北1,北2…などと設定している。

#### 東京地下鉄・都営地下鉄
東京地下鉄（東京メトロ）と東京都交通局（都営地下鉄）の両事業体は利便さを考慮し、ラインカラーや乗車制度など足並みを揃えて導入される制度が多い。出口番号も同じ付番法則で同時に設定されたため、同時に解説する。
- 路線別記号は英数大文字でA1,B1,C1…などと設定している。
- 末尾符号は英数小文字でA1a,A1bなどと設定している。

なお上記はすべての駅で統一されているものでなく、以下のようなケースも存在する。
- 東京都交通局（都営地下鉄）は、乗換路線がなくてもすべての出口番号にAを設定している駅が多い。
- 新宿駅・新宿三丁目駅 - 東京メトロ丸ノ内線の出口が多いため、両駅を結ぶ地下コンコースから見て南側をA、北側をBで設定している。なお前述した後付け開業の法則により、都営地下鉄新宿線新宿三丁目駅はC、都営地下鉄大江戸線新宿西口駅（丸ノ内線新宿駅と地下通路でつながっている）はD、東京メトロ副都心線新宿三丁目駅はEで設定されている。さらに同じ新宿駅でも大江戸線はA、新宿線と京王新線の新宿駅は数字のみで設定されている。
- 赤坂見附駅 - 赤坂地下歩道を経由する出口は数字を使わずA,B,C…と英字のみ設定されている。一方、ベルビー赤坂に直結する出口には以前は番号が設定されていなかったが、山王下方面に出口が新設されると同時に、地下通路でつながっている異名乗換駅の永田町駅からの連番（数字のみ）で設定された。
- 池袋駅 - 東京メトロ丸ノ内線と東京メトロ有楽町線は数字のみで、地下街（東武ホープセンターと池袋ショッピングパーク）との連番になっている。一方、副都心線はCを設定している。
- 市ケ谷駅（都営地下鉄は「市ヶ谷駅」）・春日駅など - 前述したケースだが、自治体が鉄道事業者と類似した出口番号を設定したため、例えば地下鉄のA1番と自治体の1番が混在している。

#### 横浜市営地下鉄
横浜市交通局（横浜市営地下鉄）では数字で設定され、末尾符号はハイフンで1-1,1-2などと設定されている。

#### 名古屋市営地下鉄
名古屋市交通局（名古屋市営地下鉄）では原則数字のみ設定しているが、久屋大通駅ではセントラルパーク地下街と共用の出入口にはA、Bの末尾符号が付く。

#### 京都市営地下鉄
京都市交通局（京都市営地下鉄）では数字で設定、末尾符号はハイフンで1-1,1-2などと設定している。

#### 大阪市高速電気軌道
大阪市高速電気軌道（Osaka Metro）では数字で設定、末尾符号は英字で1A,1Bなどと設定している。

#### 神戸市営地下鉄
神戸市交通局（神戸市営地下鉄）では、西神・山手線の場合は方角により東西南北の後、数字で東1,東2などと設定されている。
海岸線では数字のみの設定となっている。

#### 福岡市地下鉄
福岡市交通局（福岡市地下鉄）では、空港線姪浜駅以外で出口番号を設定しており、数字のみで表記されている。

### 地下路線を持つ鉄道事業者毎の出口番号設定
この節では路線のほとんどが地下区間のため、地下駅には出口番号を設定している路線について説明する。

#### 東葉高速鉄道
東葉高速鉄道東葉高速線では、東葉勝田台駅・北習志野駅・東海神駅の出入口に設定されている。いずれもアルファベット（ T / Toyo ）と番号の形式でT1,T2…となっている（但し、東海神駅ではT2とT3が欠番になっている）。船橋日大前駅は地下駅であるが番号は設定されていない。同駅は地下駅でありながらその構造は地上駅に似ており、2つある改札口はそれぞれ「西口」（開業時から存在）と「東口」（後に開設）に対応している。

#### 首都圏新都市鉄道
首都圏新都市鉄道（つくばエクスプレス）では、乗換路線がなくてもすべての出口番号に記号と数字を使用しており、A1,A2…などと設定している。これは前述した都営地下鉄に類似している。現在は他の地下路線との接続駅が少ないこともあり、AのみでB以降は使用していない。

#### JR東日本
東日本旅客鉄道（JR東日本）では京葉線と横須賀・総武快速線および仙石線の地下区間では数字で設定している。特に八丁堀駅は東京メトロ日比谷線と接続していることから、路線別記号として日比谷線にA、京葉線にBを設定しており、東京メトロ式と同じと言える。ただし総武快速線の東京駅や横須賀線の新橋駅など、設定していない駅も一部に存在する。これはこれらの駅の出口が、既存の地上路線を基本として作られたためである。

#### 埼玉高速鉄道
埼玉高速鉄道では数字で設定、末尾符号は英数小文字で1a,1bなどと設定している。

#### 西武鉄道
西武鉄道では西武有楽町線の新桜台駅と小竹向原駅（管理は東京メトロ）が地下駅となっており、どちらも数字のみ設定している。

#### 東急電鉄
東急電鉄では田園都市線の元新玉川線区間の殆ど（渋谷駅～用賀駅）が地下区間である。出口の区別は数字でなく、東口、西口や施設名を冠した○○大学口といった、地上の鉄道で一般に使われている方式で設定している（路線が東西に走っていると、出口が地上の鉄道は南北に、地下鉄は東西の端に作られ易い）。なお、渋谷駅は東京メトロとの境界駅であり東急管理駅であるが、2007年12月1日まで東京メトロの管轄であったため、出口番号も東京メトロ式になっている。

#### 東京臨海高速鉄道
東京臨海高速鉄道りんかい線では天王洲アイル駅の出口番号にAとBを設定している。

#### 横浜高速鉄道
横浜高速鉄道みなとみらい線では数字を、エレベータには英字大文字を、末尾符号は英数小文字で1a,1bなどと設定している。ただし横浜駅は他の鉄道の出口と一体化しているため設定していない。

#### 名古屋鉄道
名古屋鉄道の場合、瀬戸線の栄町駅でのみ設定している。地下街や地下鉄の出入口とは一体化していない。他の地下駅（名鉄名古屋駅・小牧駅・浄水駅・東大手駅）では設定していない。

#### 愛知高速交通
愛知高速交通（リニモ）では、数字でのみ設定している。

#### JR西日本
西日本旅客鉄道（JR西日本）では、JR東西線のほとんど（大阪城北詰駅 - 加島駅間）が地下区間である。基本的には1からの数字を出口番号に使用しているが、併設の自転車駐車場出口には出口番号が無い。また、地下鉄の構内と一体である大阪天満宮駅、海老江駅ではJR1号出口、JR2号出口のように出口番号にJRマークをつけることで地下鉄の出口と区別している。

#### 近畿日本鉄道
近畿日本鉄道では、難波線、けいはんな線の地下駅と、奈良線の近鉄奈良駅、京都線の竹田駅で出口番号を使用している。数字のみを設定しているが、地下鉄と構内が一体である駅は、地下鉄の出口を使用し、近鉄の設置する出口であっても地下鉄の出口番号の続きが割り当てられている（近鉄大阪上本町駅/地下鉄谷町九丁目駅）。近鉄名古屋駅も地下駅であるが、出口番号は使用せず、改札口の名称で出口を区別している。竹田駅は橋上駅であるが、京都市交通局の管轄駅であるため出口番号が使用されている。

#### 阪神電気鉄道
阪神電気鉄道では、阪神なんば線の九条駅、ドーム前駅、桜川駅で出口番号を使用している。そのうち、ドーム前駅と桜川駅は地下鉄の駅と地下通路でつながっているが、地下鉄の駅番号と連番になっていない。

## 大韓民国の鉄道事業者の出口番号
ソウルメトロ、ソウル特別市都市鉄道公社、仁川広域市地下鉄公社、韓国鉄道公社 (KORAIL)
すべての駅で数字のみ設定している。多くの地下道や地下鉄出口には出口番号の表示とともにハングルと英語で地名が併記されている。

## 台湾の鉄道事業者の出口番号
台北捷運、高雄捷運、台湾鉄路管理局、台湾高速鉄道
すべての駅で数字のみ設定している。ただし、複数の地下街と接続し、出口が多数存在する台北駅のみ、区域（地下街）ごとにアルファベットを付与し（例：台北捷運台北駅管理区域では「M」）、数字の前にアルファベットを付加している。